# Balti (gastronomia)
Il balti è una specialità gastronomica che si è diffusa in Inghilterra negli anni settanta. Si ritiene che sia stato per la prima volta servito nel 1975 a Birmingham.
Si tratta di un piatto a base di carne e verdure con curry e prende il nome, secondo l'ipotesi più accreditata, dalla padella di ferro o acciaio, con il fondo spesso e piatto, in cui il balti viene cucinato e servito. Solitamente viene accompagnato con del pane naan, spezzato con le mani e usato per raccogliere la salsa di curry piccante direttamente dalla padella. Il pranzo può essere poi completato con degli antipasti o contorni che possono includere bhajis di cipolla, samosa, poppadum o condimenti cremosi.

## Origine del termine
Non esiste accordo sull'esatta provenienza del termine. Le ipotesi più diffuse sono:
- Il termine balti fa riferimento alla pentola di ferro o acciaio in cui il cibo viene cotto o servito, preso dalla parola balti della lingua hindi, che significa secchio. Questa è la spiegazione più comune, anche se la traduzione letterale di balti dall'hindi è secchio e non pentola. Infatti, il termine in lingua hindi utilizzato per questa pentola è karahi, oppure karai. L'utilizzo di balti, allora, potrebbe essere una distorsione dovuta all'accento di Birmingham di bati, termine utilizzato in lingua kashmiri per il karahi o karai.

- L'origine di questo piatto non sembra appartenere alla regione asiatica del Baltistan o al popolo dei Balti che vi abita, come l'analogia del nome suggerirebbe; infatti la cucina di questa popolazione è basata su piatti di influenza tibetana. Si ritiene che la scelta di utilizzare la parola balti possa essere stata una trovata di qualche abitante del Kashmir trapiantato in Inghilterra per associare al nuovo piatto una nota esotica e misteriosa. Il Baltistan è infatti un'area molto remota e poco visitata nel nord del Pakistan al confine con l'India.

- Altre teorie sono più da ritenersi come esempi di pseudoetimologia. Una indicherebbe che il nome abbia origine da una frase pidgin inglese ("bowl tea") usata dagli operai inglesi che apprezzarono il piatto in quanto una scelta economica ed abbondante da consumare all'ora del tè serale (Dinner Tea), dopo una dura giornata di lavoro. Un'altra ancora, invece, vorrebbe che il termine nasca da Baldy (bald significa calvo), il soprannome con cui era conosciuto lo chef indiano che creò il piatto.

## Locande Balti
A Birmingham, i ristoranti che servono il Balti sono spesso chiamati Balti Houses (letteralmente locande Balti), anche se non sono residenze private. Questi locali hanno la reputazione di essere posti particolarmente economici in cui mangiare. Questo perché spesso non hanno la licenza per vendere alcolici, anche se è possibile portare bevande alcoliche dall'esterno.
L'interno di una tipica Balti House di Birmingham è semplice. Addirittura i primi locali ad avere aperto utilizzavano fogli di giornale al posto delle tovaglie ed in alcuni dei posti più tradizionali si usano ancora oggi tovagliette di plastica con incollato sotto il menù. Molti locali sono gestiti da musulmani del Kashmir o del Bangladesh, e tra i due gruppi è sempre in corso la disputa per aggiudicarsi la paternità del piatto.
Le Balti houses si sono originariamente concentrate lungo e dietro la strada principale tra le zone di Sparkhill e Moseley, a sud del centro di Birmingham. Quest'area (che comprende Ladypool Road, Stoney Lane e Stratford Road) è nota anche come "Triangolo del Balti" e si trova la più alta concentrazione di Balti houses di Birmingham, così come alcuni dei locali più vecchi.
Il Balti divenne molto popolare tra gli anni ottanta e novanta tanto che molti ristoranti aprirono negli Ovest Midlands e in tutto il resto della Gran Bretagna. Il mercato del curry in Gran Bretagna realizza un introito annuo pari a 4 miliardi di sterline (circa 6 miliardi di Euro).
Nonostante il Balti sia un piatto ormai diffuso per tutta la Gran Bretagna, molti ritengono che per assaporarne l'autenticità non ci si dovrebbe allontanare dall'area urbana dei Ovest Midlands. Esiste una Balti house addirittura in Australia, la Brum Balti, che oltre la cibo, propone una selezione non-stop di musica anni settanta di alcune band soft-rock di Birmingham come gli Electric Light Orchestra e The Moody Blues. Un brano intitolato Balti Utensil compare nell'album Hamas Cinema Gaza Strip dell'artista inglese di musica elettronica sperimentale, Muslimgauze (anche noto come Bryn Jones).
Il 28 luglio 2005, un tornado si è abbattuto su Birmingham causando notevoli danni a tutti i ristoranti compresi nel "Triangolo del Balti", con la conseguente chiusura di alcuni di essi. Molti, comunque, hanno cominciato a riaprire all'inizio del 2006.